# 9. junij
9. junij je 160. dan leta (161. v prestopnih letih) v gregorijanskem koledarju. Ostaja še 205 dni.

## Dogodki
- 68 – rimski cesar Neron naredi samomor
- 1358 – Gaston Phoebus in Jean III. pri Meauxu premagata kmečke upornike
- 1534 – Jacques Cartier kot prvi Evropejec odkrije Reko sv. Lovrenca
- 1858 – Gustav Ipavec doktorira na dunajski univerzi
- 1918 – začne se bitka za Metz
- 1923 – bolgarska vojska izvede državni udar
- 1934 – v risanki »The Wise Little Hen« se prvič pojavi Jaka Racman (Donald Duck)
- 1935 – s sporazumom v Ho-Umezuju Kitajska prizna japonsko zasedbo severovzhodne Kitajske
- 1940 – Norveška vojska opolnoči kapitulira
- 1942 – Nemci iz maščevanja zaradi atentata na Reinharda Heydricha zažgejo in popolnoma zakrijejo sledove vasi Lidice pri Pragi
- 1944 – sovjetska Rdeča armada vdre v Karelijo
- 1953 – tornado v Worcestru (Massachusetts, ZDA) zahteva 94 smrtnih žrtev
- 1957 – avstrijska odprava kot prva pripleza na Broad Peak (K3)
- 1959 – splovljen USS George Washington, prva podmornica z balističnimi izstrelki
- 1978 – mormonska cerkev omogoči posvetitev v duhovnike tudi temnopoltim osebam
- 1999 – ZR Jugoslavija in NATO podpišeta mirovni sporazum za Kosovo

## Rojstva
- 1016 – Deokdžong, korejski kralj dinastije Gorejo († 1034)
- 1075 – Lotar III. Nemški, saksonski vojvoda, rimsko-nemški cesar († 1137)
- 1309 – Rupert I., nemški volilni knez, pfalški grof († 1390)
- 1508 – Primož Trubar, slovenski protestantski duhovnik, pisec prve slovenske knjige († 1568)
- 1595 – Vladislav IV. Poljski († 1648)
- 1672 – Peter I. Veliki, ruski car (po julijanskem koledarju rojen 28. maja) († 1725)
- 1768 – Samuel Slater, ameriški industrialec († 1835)
- 1781 – George Stephenson, angleški inženir († 1848)
- 1810 – Otto Nicolai, nemški skladatelj († 1849)
- 1812 – Johann Gottfried Galle, nemški astronom († 1910)
- 1843 – Bertha Sophie Felicitas von Suttner, avstrijska mirovnica, nobelovka 1905 († 1914)
- 1865 –
  - Lucien Denis Gabriel Albéric Magnard, francoski skladatelj († 1914)
  - Carl August Nielsen, danski violinist, dirigent, skladatelj († 1931)
- 1891 – Cole Porter, ameriški skladatelj († 1964)
- 1910 – Tone Tomšič, slovenski revolucionar († 1942)
- 1916 – Robert Strange McNamara, ameriški politik, ekonomist († 2009)
- 1930 – Princesa Ragnhild Norveška († 2012)
- 1937 – Harald Rosenthal, nemški biolog
- 1941 – Jon Lord, britanski glasbenik (Deep Purple) († 2012)
- 1943 – Joe Haldeman, ameriški pisec znanstvene fantastike
- 1956 – Patricia Cornwell, ameriška pisateljica
- 1961 – Michael J. Fox, ameriški filmski igralec
- 1963 – Johnny Depp, ameriški igralec
- 1968 – Peter Misja, slovenski politik in strojevodja
- 1975 – Renato Vugrinec, slovenski rokometaš
- 1977 – Predrag Stojaković, srbski košarkar
- 1978 – Miroslav Klose, nemški nogometaš
- 1981 – Natalie Portman, ameriška filmska igralka
- 1984 – Wesley Sneijder, nizozemski nogometaš

## Smrti
- 68 – Neron, rimski cesar (* 37)
- 597 – Columba, svetnik, irski misijonar (* 521)
- 1171 – Jacob ben Meir Tam, francoski rabi (* 1100)
- 1252 – Oton I., vojvoda Braunschweiga in Lüneburga (* 1204)
- 1348 – Ambrogio Lorenzetti, italijanski (sienski) slikar (* 1290)
- 1358 – Guillaume Cale, francoski kmet, voditelj žakerije
- 1361 – Philippe de Vitry, francoski skladatelj in pesnik (* 1291)
- 1597 – José de Anchieta, španski jezuit, pesnik, dramatik, učenjak (* 1534)
- 1717 – Madame Guyon, francoska mistikinja (* 1648)
- 1792 – Jacob Kirkman, angleški izdelovalec čembal alzaškega rodu (* 1710)
- 1870 – Charles Dickens, angleški pisatelj (* 1812)
- 1892 – William Grant Stairs, kanadski raziskovalec (* 1863)
- 1894 – Mulaj Hasan I., sultan Maroka (* 1836)
- 1897 – Alvan Graham Clark, ameriški astronom, optik (* 1832)
- 1938 – Ovid Densusianu, romunski folklorist, jezikoslovec, pesnik (* 1873)
- 1959 – Franc Talanji, slovenski pisatelj, pesnik, novinar, madžarizator, kasneje komunistični partizan in član NOB-a (* 1883)
- 1973 – Erich von Manstein, nemški feldmaršal (* 1887)
- 1976 – Sybil Thorndike, angleška gledališka igralka (* 1882)
- 1974 – Miguel Ángel Asturias, gvatemalski pisatelj, diplomat, nobelovec 1967 (* 1899)
- 2000 – Ernst Jandl, avstrijski pisatelj (* 1925)
- 2022 – Matt Zimmerman, kanadski igralec (* 1934)

## Prazniki in obredi
- ZDA - dan rasne združitve
- dan 15. brigade vojnega letalstva Slovenske vojske